# Unterseeboot 564
L'Unterseeboot 564 ou U-564 est un sous-marin allemand (U-Boot) de type VIIC utilisé par la Kriegsmarine pendant la Seconde Guerre mondiale.
Le sous-marin fut commandé le 24 octobre 1939 à Hambourg (Blohm & Voss), sa quille fut posée le 30 mars 1940, il fut lancé le 7 février 1941 et mis en service le 3 avril 1941, sous le commandement de l'Oberleutnant zur See Reinhard Suhren.
Il est coulé par la RAF dans le golfe de Gascogne en juin 1943.

## Conception
Unterseeboot type VII, l'U-564 avait un déplacement de 769 tonnes en surface et 871 tonnes en plongée. Il avait une longueur totale de 67,10 m, un maître-bau de 6,20 m, une hauteur de 9,60 m et un tirant d'eau de 4,74 m. Le sous-marin était propulsé par deux hélices de 1,23 m, deux moteurs diesel Germaniawerft M6V 40/46 de 6 cylindres en ligne de 1 400 cv à 470 tr/min, produisant un total de 2 060 à 2 350 kW en surface et de deux moteurs électriques BBC GG UB 720/8 de 375 cv à 295 tr/min, produisant un total 550 kW, en plongée. Le sous-marin avait une vitesse en surface de 17,7 nœuds (32,8 km/h) et une vitesse de 7,6 nœuds (14,1 km/h) en plongée. Immergé, il avait un rayon d'action de 80 milles marins (150 km) à 4 nœuds (7,4 km/h; 4,6 milles par heure) et pouvait atteindre une profondeur de 230 m. En surface son rayon d'action était de 8 500 milles nautiques (soit 15 700 km) à 10 nœuds (19 km/h). 
L'U-564 était équipé de cinq tubes lance-torpilles de 53,3 cm (quatre montés à l'avant et un à l'arrière) qui contenait quatorze torpilles. Il était équipé d'un canon de 8,8 cm SK C/35 (220 coups) et d'un canon antiaérien de 20 mm Flak. Il pouvait transporter 26 mines TMA ou 39 mines TMB. Son équipage comprenait 4 officiers et 40 à 56 sous-mariniers.

## Historique
Il reçut sa formation de base au sein de la 1. Unterseebootsflottille jusqu'au 1er juin 1941, puis il intégra sa formation de combat dans cette même flottille.
Le 22 mai 1941, pendant sa formation, l'U-564 recueille les aviateurs d'un appareil allemand tombé en mer Baltique.

### Début des patrouilles
Sa première patrouille commence le 17 juin 1941 au départ de Kiel pour l'Atlantique Nord. Le 26 juin 1941, l'U-564, l'U-201 et l'U-556 localisent le convoi HX-133. Aux premières heures du 27 juin, l' U-564 torpille trois bâtiments, à l'est du cap Farvel (les navires marchands SS Maasdam, MV Malaya II sont coulés et le pétrolier MV Kongsgaard est endommagé). 
Le 29 juin, il torpille et envoie par le fond un navire marchand islandais au sud du cap Farvel.
Il rentre à Brest le 27 juillet après avoir coulé trois navires marchands pour un total de 18 678 tonneaux et endommagé un autre de 9 467 tonnes.
Il navigue à nouveau dans l'Atlantique lors de sa deuxième patrouille qui commença le 16 août 1941. En fin de soirée du 22 août 1941, il envoie par le fond deux bâtiments britanniques du convoi OG-71, à l'ouest de Porto (navire marchand SS Conlara et le remorqueur Empire Oak (en)). Le lendemain, tôt le matin, il torpille et endommage un navire norvégien qui sera coulé trois heures plus tard par l'U-552. Moins de deux heures plus tard, il coule la corvette britannique HMS Zinnia (en), de l'escorte. Il rentre ensuite à Brest le 27 août 1941.
Il prend à nouveau la mer le 16 septembre. Le 23 octobre, le convoi HG-75 est repéré par l'U-71. Le lendemain au matin, l'U-564 torpille et coule trois bâtiments britanniques (SS Alhama, SS Arioste et le SS Carsbreck). Il est attaqué dans la soirée par une bombe d'un avion et, plus tard, par des charges de profondeur d'un navire d'escorte. L'U-Boot s'en échappe sans dommage.
Ayant utilisé ses onze torpilles, il rentra à Lorient le 1er novembre, après avoir passé 47 jours en mer et fort d'un palmarès de trois navires coulés pour 2 587 tonneaux.
L'U-564 est transféré à La Rochelle (La Pallice) début 1942 et prend la mer de ce port le 18 janvier. Il navigue vers l'Atlantique Ouest, vers Terre-Neuve. Le 11 février 1942, il envoie par le fond un pétrolier canadien au nord-nord-ouest des Bermudes. Cinq jours plus tard, il endommage un pétrolier britannique avec son artillerie. Le même jour, il s'approvisionne en gazole livré par l'U-107 pour lui permettre de retourner à sa base qu'il atteindra le 6 mars, après 48 jours en mer.

### Au large des côtes Américaines
Le 4 avril 1942, le sous-marin quitte Brest pour les eaux américaines. 
Il patrouille au large de la côte Nord-Américaine, jusqu'à la Floride. Lors de son transit, le 27 avril, il se ravitaille auprès de l'U-459 à 500 nautiques au nord-est des Bermudes. Début mai 1942, l'U-564 renoue avec le succès. Le 3, il coule le navire britannique SS Ocean Venus à l'est du cap Canaveral. Le 4 et le 5 mai, il endommagee deux navires, un britannique (SS Eclipse) et l'autre américain (SS Delisle) au large de la Floride. Le 8 mai 1942, il envoie par le fond un navire américain et le lendemain un navire panaméen, les deux près de Delray Beach. Son succès final lors de cette patrouille est le navire mexicain SS Potrero del Llano qu'il coule le 14 mai 1942, près de Sands Key (Floride). Ce navire était neutre et était pleinement illuminé, des projecteurs éclairant le drapeau mexicain. Treize hommes de l'équipage périssent lors de son naufrage. 
Cette attaque provoque l'entrée en guerre du Mexique contre l'Allemagne à cette date. Il rentre ensuite en France le 6 juin après soixante-quatre  jours en mer.
L'U-564 quitte la base le 9 juillet 1942 pour les Caraïbes. Le 19 juillet au matin, il attaque le convoi OS-34 et envoie par le fond deux bâtiments britanniques. Ceux furent les seules pertes subies par le convoi. 
L'U-564 et l'U-654 sont ravitaillés fin juillet 1942, à l'ouest des Açores, par l'U-463. Le sous-marin ne rencontre aucun succès jusqu'au 19 août 1942, date à laquelle il rejoint le convoi TAW (S), à l'ouest de Grenade. Il coule deux autres bâtiments britanniques. Le 30 août, il envoie par le fond un pétrolier norvégien avec des torpilles et son artillerie, au nord de Scarborough. Ce fut le dernier navire qu'il coula pendant sa carrière, rentrant à Brest après 72 jours en mer.

### Fiedler, nouveau commandant de l'U-564
Ce fut la dernière patrouille de Suhren en tant que commandant de l'U-564. Il quitte le commandement le 1er octobre afin de devenir instructeur. Il est remplacé par l'Oberleutnant zur See Hans Fiedler. Après quelques recherches de convois qui se révèlent infructueuses, le sous-marin retourne à la base. 
Lors d'une de ces patrouilles, l'U-Boot perd un membre d'équipage pour une raison inconnue, le Fähnrich zur See Heinrich Fuerhake. 
L'U-564 est transféré à Bordeaux en avril 1943. Il quitte le port français pour la dernière fois le 9 juin avec quatre autres sous-marins, les U-185, U-358, U-634 et U-653.  
Le 13 juin 1943 à 18 h 59, ils sont repérés par un Sunderland du Sqn 228 à 250 nautiques à l'ouest du cap Finisterre. L'appareil attaque avec des charges de profondeur, l'U-564 répondant avec son artillerie. Ce dernier abat l'appareil tuant les onze membres d'équipage. L'U-Boot est gravement endommagé lors de cette attaque et doit retourner à Bordeaux, escorté par l'U-185.

### Naufrage
Dans l'après-midi du 14 juin 1943 à 14 h 39, les deux U-Boote sont repérés par un Whitley, à 90 nautiques d'El Ferrol. L'U-564 est incapable de plonger en raison des dommages déjà subis. 
Après avoir attendu deux heures qu'un autre Whitley de la même unité le rejoigne, le pilote reçoit à 16 h 45 l'autorisation d'attaquer les deux U-Boote. Il lance alors des charges de profondeur et endommage fortement l'U-564 ; son appareil est également touché par la défense anti-aérienne du sous-marin U-185. L'appareil effectue un amerrissage d'urgence car l'un des moteurs est touché. Les cinq aviateurs de l'équipage sont recueillis par un bateau de pêche français et débarqués à Morgat, au sud de Brest, où ils sont faits prisonniers. 
L'U-564 attend l'U-185 afin d'être remorqué, et coule à 17 h 30, à la position 44° 17′ N, 10° 25′ O.
L'U-185 recueille le commandant de l'U-564 ainsi que dix-sept hommes d'équipage, transférés au soir du 14 juin 1943 sur les destroyers Z 24 et Z 25, avant de reprendre leur patrouille vers l'ouest.
28 des 46 hommes d'équipage meurent dans cette attaque.

## Affectations
- 1. Unterseebootsflottille du 3 avril 1941 au 1er juin 1941 (Période de formation).
- 1. Unterseebootsflottille du 1er juin 1941 au 14 juin 1943 (Unité combattante).

## Commandement
- Korvettenkapitän Reinhard Suhren du 3 avril 1941 au 1er octobre 1942 (Croix de chevalier).
- Oberleutnant zur See Hans Fiedler du 1er octobre 1942 au 14 juin 1943.

## Patrouilles
|       | Commandant             | Départ            | Départ     | Arrivée           | Arrivée    | Jours     | Succès    |
| ----- | ---------------------- | ----------------- | ---------- | ----------------- | ---------- | --------- | --------- |
| 1     | Oblt. Reinhard Suhren  | 17 juin 1941      | Kiel       | 27 juillet 1941   | Brest      | 41 jours  | 28 145    |
| 2     | Oblt. Reinhard Suhren  | 16 août 1941      | Brest      | 27 août 1941      | Brest      | 12 jours  | 4 716     |
| 3     | Oblt. Reinhard Suhren  | 16 septembre 1941 | Brest      | 1er novembre 1941 | Lorient    | 47 jours  | 7 198     |
|       | Kptlt. Reinhard Suhren | 11 janvier 1942   | Lorient    | 12 janvier 1942   | La Pallice | 2 jours   |           |
| 4     | Kptlt. Reinhard Suhren | 18 janvier 1942   | La Pallice | 6 mars 1942       | Brest      | 48 jours  | 17 605    |
| 5     | Kptlt. Reinhard Suhren | 4 avril 1942      | Brest      | 6 juin 1942       | Brest      | 64 jours  | 37 635    |
| 6     | Kptlt. Reinhard Suhren | 9 juillet 1942    | Brest      | 18 septembre 1942 | Brest      | 72 jours  | 32 181    |
| 7     | Oblt. Hans Fiedler     | 27 octobre 1942   | Brest      | 30 décembre 1942  | Brest      | 65 jours  |           |
| 8     | Oblt. Hans Fiedler     | 11 mars 1943      | Brest      | 15 avril 1943     | Bordeaux   | 36 jours  |           |
| 9     | Oblt. Hans Fiedler     | 15 mai 1943       | Bordeaux   | 17 mai 1943       | Bordeaux   | 3 jours   |           |
|       | Oblt. Hans Fiedler     | 31 mai 1943       | Bordeaux   | 3 juin 1943       | Bordeaux   | 4 jours   |           |
|       | Oblt. Hans Fiedler     | 9 juin 1943       | Bordeaux   | 14 juin 1943      | Coulé      | 6 jours   |           |
| Total | Total                  | Total             | Total      | Total             | Total      | 400 jours | 127 480 t |

Note : Oblt. = Oberleutnant zur See - Kptlt. = Kapitänleutnant

### OpérationsWolfpack
L'U-564 opéra avec les Wolfpacks (meute de loups) durant sa carrière opérationnelle :
- Brandenburg (16–19 septembre 1941)
- Breslau (2–29 octobre 1941)
- Natter (2–8 novembre 1942)
- Westwall (8–16 décembre 1942)
- Seeteufel (21–30 mars 1943)
- Löwenherz (1–10 avril 1943)

## Navires coulés
L'U-564 coula 18 navires totalisant 95 544 tonneaux, 1 navire de guerre de 900 tonneaux et endommagea 5 navires pour un total de 31 036 tonneaux au cours des 9 patrouilles (400 jours en mer) qu'il effectua.
| Date            | Nom               | Nationalité | Tonnage | Fait      |
| --------------- | ----------------- | ----------- | ------- | --------- |
| 27 juin 1941    | Kongsgaard        | Norvège     | 9 467   | Endommagé |
| 27 juin 1941    | Maasdam           | Pays-Bas    | 8 812   | Coulé     |
| 27 juin 1941    | Malaya II         | Royaume-Uni | 8 651   | Coulé     |
| 29 juin 1941    | Hekla             | Islande     | 1 215   | Coulé     |
| 22 août 1941    | Clonlara          | Irlande     | 1 203   | Coulé     |
| 22 août 1941    | Empire Oak        | Royaume-Uni | 484     | Coulé     |
| 23 août 1941    | SS Spind          | Norvège     | 2 129   | Endommagé |
| 23 août 1941    | HMS Zinnia (en)   | Royal Navy  | 900     | Coulé     |
| 24 octobre 1941 | Alhama            | Royaume-Uni | 1 352   | Coulé     |
| 24 octobre 1941 | Ariosto           | Royaume-Uni | 2 176   | Coulé     |
| 24 octobre 1941 | Carsbreck         | Royaume-Uni | 3 670   | Coulé     |
| 11 février 1942 | Victolite         | Canada      | 11 410  | Coulé     |
| 16 février 1942 | Opalia            | Royaume-Uni | 6 195   | Endommagé |
| 3 mai 1942      | Ocean Venus       | Royaume-Uni | 7 174   | Coulé     |
| 4 mai 1942      | Eclipse           | Royaume-Uni | 9 767   | Endommagé |
| 5 mai 1942      | Delisle           | USA         | 3 478   | Endommagé |
| 8 mai 1942      | Ohioan            | USA         | 6 078   | Coulé     |
| 9 mai 1942      | Lubrafol          | Panama      | 7 138   | Coulé     |
| 14 mai 1942     | Potrero del Llano | Mexique     | 4 000   | Coulé     |
| 19 juin 1942    | Empire Hawksbill  | Royaume-Uni | 5 724   | Coulé     |
| 19 juin 1942    | Lavington Court   | Royaume-Uni | 5 372   | Coulé     |
| 19 août 1942    | British Consul    | Royaume-Uni | 6 940   | Coulé     |
| 19 août 1942    | Empire Cloud      | Royaume-Uni | 5 969   | Coulé     |
| 30 août 1942    | Vardaas           | Norvège     | 8 176   | Coulé     |